# Promissum
Promissum là một chi nguyên thủy động vật có dây sống sống ở kỷ Ordovic cách đây 500 triệu năm.